# Fábrica Cerâmica do Carvalhinho
A Fábrica Cerâmica do Carvalhinho foi uma unidade industrial de produção cerâmica fundada em 1841, no Porto.

## História
A Fábrica Cerâmica do Carvalhinho foi fundada em 13 de Novembro de 1841 na Quinta da Fraga (situada entre a Calçada da Corticeira, à margem direita do Douro, e o Passeio das Fontaínhas) por iniciativa de Tomás Nunes da Cunha e António Monteiro Cantarino.
A fábrica instalou-se na Capela do Senhor do Carvalhinho (que deu o nome à empresa), enquanto o forno e as oficinas funcionavam em alguns barracões anexos à fábrica. Em 1848 a fábrica estava associada ao depósito de louças da Rua da Esperança, liderada por Rocha Soares, empregando na altura “vinte operários e doze a dezasseis menores”. Em 1853 compra a Quinta do Carvalhinho, começando a expandir as suas instalações fabris.
Em 1869, Tomás Nunes da Cunha torna-se o único proprietário da empresa. Dez anos depois, em 1878, cede a propriedade da fábrica ao seu genro João Camilo Castro Júnior, um ano depois de ter solicitado a construção de um edifício de armazéns e habitação junto ao rio.
Sob a liderança de Castro Júnior, a empresa participa, em 1882, na Exposição de Cerâmica da Sociedade de Instrução do Porto, obtendo diploma de mérito em faiança de 2.ª classe e na secção de azulejos. Alguns anos depois, João Camilo Castro Júnior dá sociedade a António Neves Dias de Freitas, o que terá acontecido em 1891 ou 1894.
Em 1923 as instalações da fábrica mudam-se para Vila Nova de Gaia e, em 1930, a empresa associa-se à Fábrica de Louça de Sacavém. Em 1977 encerrou a sua actividade.